# Ismaila Soro
Ismaila Wafougossani Soro (* 7. Mai 1998 in Yakassé-Mé) ist ein ivorischer Fußballspieler, der bei Beitar Jerusalem unter Vertrag steht.

## Karriere

### Verein
Ismaila Soro wechselte im Jahr 2016 nach Moldawien zum dortigen Erstligisten Saxan Ceadîr-Lunga. In der Saison 2016/17 absolvierte er für den Verein im defensiven Mittelfeld 22 Ligaspiele. Ab Juli 2017 spielte er in Weißrussland für den FK Homel. Dieser war zuvor wieder in die Wyschejschaja Liha aufgestiegen. In der Spielzeit 2017 kam er auf 15 Einsätze und einem Tor gegen den FK Minsk.
Im Januar 2018 folgte ein Wechsel nach Israel zu Bne Jehuda Tel Aviv. In der Ligat ha’Al war er Stammspieler für den Verein und gewann im Jahr 2019 den Staatspokal von Israel im Finale gegen Maccabi Netanja. Nach zwei Jahren in Israel verpflichtete ihn der schottische Verein Celtic Glasgow für eine Ablösesumme von umgerechnet 2,3 Millionen € und stattete ihn mit einem Vertrag bis 2024 aus. Im Juli 2022 wurde der Spieler für eine Saison an den FC Arouca ausgeliehen.

### Nationalmannschaft
Im Juni 2021 debütierte Soro für die ivorische Fußballnationalmannschaft im Rahmen eines Freundschaftsspiels gegen Ghana.

## Erfolge
mit Celtic Glasgow:
- Schottischer Meister: 2022
- Schottischer Ligapokal: 2022